# Sonne statt Reagan
Sonne statt Reagan ist ein Lied des deutschen Aktionskünstlers Joseph Beuys aus dem Jahr 1982. Das Protestlied entstand im Auftrag der noch jungen Partei Die Grünen für die Friedensbewegung und richtete sich gegen die Stationierung US-amerikanischer Pershing-Raketen in Europa.

## Hintergrund

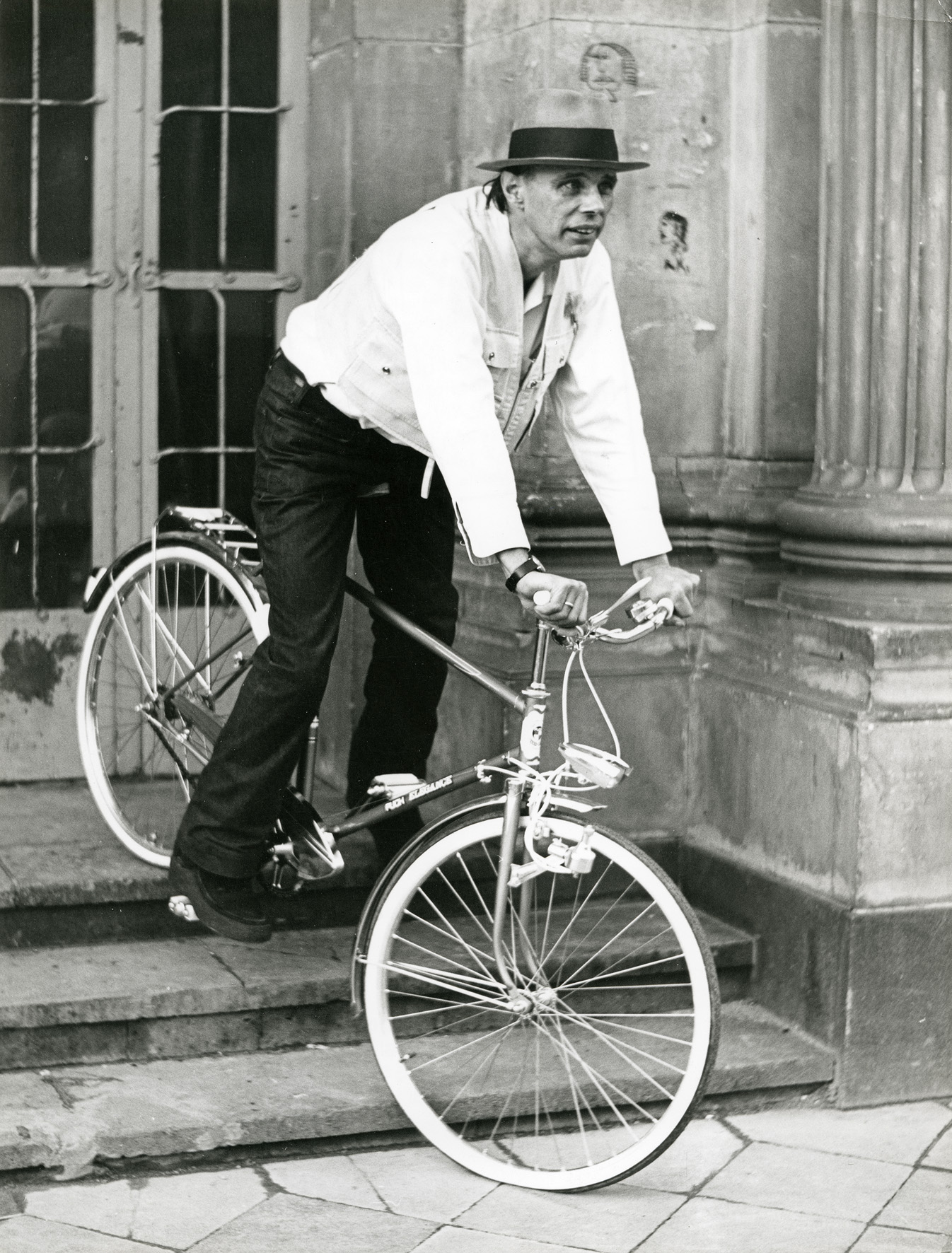
Joseph Beuys vor der Kunstakademie Düsseldorf

### Vorgeschichte
Anfang der 1980er Jahre erreichte das Wettrüsten zwischen Ost und West einen neuen Höhepunkt. Als Antwort auf die Stationierung atomar bestückter sowjetischer Mittelstreckenraketen vom Typ SS-20, die direkt auf Westeuropa ausgerichtet waren, beschloss die NATO am 12. Dezember 1979 ihrerseits die Stationierung nuklearer Mittelstreckenraketen vom Typ Pershing II in West- und Mitteleuropa. Der seit 1981 amtierende US-Präsident Ronald Reagan verfolgte eine härtere Gangart gegenüber der Sowjetunion und trieb die Nachrüstung stärker voran. Das schürte in weiten Teilen der Bevölkerung eine zunehmende Angst vor einer atomaren Eskalation. Der NATO-Doppelbeschluss führte zu massiven Protesten der westdeutschen Friedensbewegung gegen die Stationierung US-amerikanischer Raketen und für eine atomwaffenfreie Zone in Europa.

### Aufnahme
Joseph Beuys war Gründungsmitglied der Grünen Partei und nutzte als Aktionskünstler und Bildhauer seine Bekanntheit, um mit diesem Musiktitel politische Botschaften zu vermitteln. Mit Sonne statt Reagan machte Beuys Wahlkampf für die Grünen, denn er hoffte, über deren Liste in den Deutschen Bundestag gewählt zu werden. Die „Sonne“ symbolisierte die Sonnenblume, das Signet der friedensbewegten Grünen, und „Reagan“ stand für die atomare Aufrüstung.
Das Lied wurde zusammen mit dem Instrumentalstück Kräfte sammeln am 19. April 1982 in Hennef (Sieg) im Tonstudio von Georg und Helmuth Rüssmann aufgenommen. Die Besetzung bestand größtenteils aus Musikern der Kölschrockband BAP.
Besetzung
- E-Gitarre –  Klaus Heuser
- E-Gitarre –  Wolf Maahn
- E-Bass –  Steve Borg
- Schlagzeug –  Wolfgang Boecker
- Backgroundgesang –  Susanne Stenchly
- Backgroundgesang –  Gunne Wagner
- Koordination –  Karl-Heinz Pütz

Schon am 25. Mai 1982 wurde Sonne statt Reagan erstmals einem größeren Publikum vorgestellt, denn Joseph Beuys und seine Band Die Deserteure hatten einen Auftritt in der ARD-Fernsehsendung Bananas. In der 11. Folge der beliebten Musik- und Comedy-Sendung des WDR waren sie neben internationalen Stars wie Foreigner, Kim Wilde, Status Quo und Dr. Hook zu sehen. Zur Band gehörten neben den BAP-Musikern unter anderen der Kölner Musiker Wolf Maahn und die Liedermacherin Ina Deter. BAP-Frontmann Wolfgang Niedecken erfuhr erst durch die Fernsehsendung von der Zusammenarbeit seiner Bandkollegen mit Beuys und war wenig begeistert. Niedecken bezeichnete Sonne statt Reagan als „bodenloses Wortspiel“ und die Lyrics als „grottenschlechten Text“.
Am 10. Juni 1982 trug Beuys das Protestlied auf einer Demonstration der deutschen Friedensbewegung auf den Bonner Rheinwiesen vor. Am 3. Juli 1982 erschien Sonne statt Reagan als Single bei EMI Electrola mit dem Instrumentalstück Kräfte sammeln auf der B-Seite.

## Inhalt
Der Text des Liedes fordert Abrüstung und Frieden und kritisiert einseitig die aggressive Politik von Ronald Reagan. Die zentrale Botschaft lautet „Sonne statt Reagan“, was bedeutet, dass die Menschen Frieden und Leben anstelle von Krieg und Zerstörung wollen. Der Text beginnt mit einem üblichen Antiamerikanismus: „Aus dem Land, das sich selbst zerstört / und uns den „way of life“ diktiert / da kommt Reagan und bringt Waffen und Tod / und hört er Frieden, sieht er rot.“

## Kritiken
„Das hier ist kein Meisterwerk, weder musikalisch noch textlich. Aber erstens steht da Joseph Beuys höchstpersönlich und tut zum Glück gar nicht erst so, als könne er singen oder tanzen. Und zweitens ist es schon bemerkenswert, wie rührend naiv einige kulturelle Produkte der Friedens- und Umweltbewegung der frühen Achtziger Jahre heute anmuten – erinnert sich noch jemand an Karl, den Käfer? Genau.“

Die deutsche Ausgabe der Musikzeitschrift Rolling Stone führte anlässlich der Bundestagswahl 2021 ein Leser-Voting durch, um den überzeugendsten Wahlkampfsong zu küren. Das Magazin wertete Beuys’ „Abstecher in die Wahlkampfsong-Landschaft“ als eine logische Folge des „erweiterten Kunstbegriffs“ des Rheinländers und Grünen-Mitglieds. Laura Giesdorf schrieb dazu: „Leider kommt Beuys Singstimme, unterlegt von der Musik des BAP-Gitarristen Klaus Heuser und den Lyrics aus der Feder des Werbetexters Alain Thomé (…) so gar nicht virtuos daher.“

„Als fröhlich dilettierender Sänger findet der 1986 verstorbene Joseph Beuys immer noch einen direkten Draht zum Publikum – die Botschaft von ‚Sonne statt Reagan‘ versteht auch, wer für Fettecken oder soziale Skulpturen wenig übrig hat.“

„Es scheint sich so zu verhalten: Vor dreißig Jahren konnte dieser Protestsong die Anhänger des Protests textlich nicht wirklich überzeugen, heute überzeugt er dafür umso mehr als kurioses Zeitdokument.“